# Assedio di Antiochia (260)
L'assedio di Antiochia si compì nel 260, quando le armate sasanidi, condotte da re Sapore I, riuscirono a penetrare nelle mura cittadine per la seconda volta e a deportare la popolazione romana.

## Contesto storico
Il re sasanide Sapore I dopo una serie di campagne contro l'Impero romano (dal 252 al 256), condusse le sue armate per la terza volta contro lo stesso Imperatore romano Valeriano. Quest'ultimo fu sconfitto e catturato nella battaglia di Edessa nel 260:
(Res gestae divi Saporis, riga 19-26 da The American journal of Semitic languages and literatures, University of Chicago, 1940, vol.57-58, p.379.)
La cattura di Valeriano da parte dei Persiani lasciò l'Oriente romano alla mercé di Sapore I, il quale condusse una nuova offensiva dal suo "quartier generale" di Nisibis (occupata nel 252 dalla armate sasanidi), riuscendo ad occupare i territori romani fino a Tarso (in Cilicia), Antiochia (in Siria) e Cesarea (in Cappadocia), compresa l'intera provincia romana di Mesopotamia.
(Res gestae divi Saporis, riga 25-26 da The American journal of Semitic languages and literatures, University of Chicago, 1940, vol.57-58, p.379.)

## Assedio
Poco sappiamo di questo assedio, se non che fu molto simile a quanto accadde ad Antiochia nel 252.

## Conseguenze
Dopo la vittoria contro Valeriano, molte migliaia di prigionieri romani furono condotte all'interno dell'Impero sasanide e collocate in Persia, Partia, Susiana ed in Asorestan. Valeriano trascorse così i suoi ultimi giorni di vita in prigionia, sebbene molte furono le richieste da parte di re "clienti" vicini a Sapore I, affinché liberassero l'imperatore, temendo una vendetta romana. Ed un'altra fonte persiana racconta che molti dei regni, prima "clienti" dei Romani, furono ora costretti a sottomettersi al "Re dei Re" persiano, come quello d'Armenia, d'Albania e d'Iberia nel Caucaso fino alle "porte degli Alani".
La successiva controffensiva romana portò Macriano (procurator arcae et praepositus annonae in expeditione Persica) a radunare a Samosata quello che rimaneva dell'esercito romano in Oriente, mentre il prefetto del pretorio, Ballista, riuscì a sorprendere i Persiani presso Pompeiopoli, catturando l'harem e molte ricchezze di Sapore I. Sulla strada del ritorno la sua flotta, diretta a Corico in Cilicia e Sebaste, incontrò lungo strada 3 000 Persiani, che mise in fuga. Frattanto Odenato, che aveva cercato di ingraziarsi in un primo momento le amicizie del sovrano persiano Sapore I, una volta che i suoi doni furono sdegnosamente rifiutati da quest'ultimo, decise di abbracciare la causa di Roma contro i Persiani. Come prima azione Odenato si diede all'inseguimento dei Persiani, di ritorno in patria dal loro saccheggio di Antiochia, e prima che potessero attraversare il fiume Eufrate inflisse loro una pesante sconfitta. Poco dopo, Sapore, sulla strada del ritorno in Osroene, riuscì ad ingraziarsi gli abitanti della città di Edessa, promettendo loro parte dell'oro sottratto alla provincia romana di Siria, affinché gli agevolassero la strada del ritorno.
Il figlio, Gallieno, trovandosi in quello stesso periodo a dover combattere lungo il fronte del basso Danubio contro i Goti, dovette rinunciare a compiere un'ulteriore spedizione per liberare il padre. Egli preferì designare Settimio Odenato, principe di Palmira, del titolo di imperator, dux e corrector totius Orientis. Nel 262, sempre Odenato, raccolto un ingente esercito, passò l'Eufrate e, dopo aspri combattimenti, occupò Nisibi, tutta la Mesopotamia romana, recuperando gran parte dell'oriente (compresa probabilmente la stessa Armenia) e costringendo Sapore I alla fuga dopo averlo battuto in battaglia. È forse l'anno successivo che riuscì a battere nuovamente Sapore I nei pressi della capitale dei Persiani, Ctesifonte, riuscendo ad impadronirsi delle concubine del re e di un grande bottino di guerra.